# Mikhaïl Domontovitch
Mikhaïl Alexeïévitch Domontovitch, né à Koudrivka le 24 novembre 1830 et mort à  Saint-Pétersbourg le 8 octobre 1902, est un général et historien russe.

## Biographie
Il naît dans le gouvernement de Tchernigov, dans l'Empire russe (aujourd'hui en Ukraine). Il intègre le 26 mai 1849 le Régiment des Grenadiers de la Garde. Il prend part à plusieurs combats, dont celui contre la révolution hongroise de 1848-1849 et à la guerre de Crimée.
Il est le père d'Alexandra Kollontaï.